# Archeremella
Archeremella är ett släkte av kvalster. Archeremella ingår i familjen Eremellidae.
Kladogram enligt Catalogue of Life:
| Archeremella | \| \| Archeremella africana \| \| \| \| \| \| Archeremella leowae \| \| \| \| |
|              | \| \| Archeremella africana \| \| \| \| \| \| Archeremella leowae \| \| \| \| |
|              | Eremella                                                                      |
|              |                                                                               |
|              | Licnocepheus                                                                  |
|              |                                                                               |
|              | Triteremella                                                                  |
|              |                                                                               |
|              | Archeremella africana                                                         |
|              |                                                                               |
|              | Archeremella leowae                                                           |
|              |                                                                               |

|  | Archeremella africana |
|  |                       |
|  | Archeremella leowae   |
|  |                       |